# Civit
Civit és un petit poble pertanyent al municipi de Talavera a la Segarra. És troba situat damunt un petit turó de 711 msnm d'alçada, a l'extrem oriental del terme i al Sud del poble de Bellmunt, a la riba del barranc de Civit, curs d'aigua de la capçalera de l'Ondara que procedeix del despoblat del Bordell. Antigament s'anomenava Santa Maria del Coll del lloc de Civit, nom procedent de l'església homònima, temple que conserva trets romànics i gòtics. Fou municipi independent, durant el segle xvii constava de 9 cases i 2 masies i al segle xix constava de 12 cases i una cinquantena d'habitants. Actualment té 36 habitants.